# Division II i fotboll 1952/1953
Division II i fotboll 1952/1953 bestod av två serier med 10 lag i varje serie. Det var då Sveriges näst högsta division. Varje serievinnare gick upp till Allsvenskan och de två sämsta degraderades till Division III. Det gavs 2 poäng för vinst, 1 poäng för oavgjort och 0 poäng för förlust.
Division 2 kom säsongen därpå att utökas kraftigt, för mer information om uppflyttningen inför den säsongen se Division II i fotboll 1953/1954.

## Serier

### Nordöstra
| Nr | Lag                | S  | V  | O | F  | GM | IM | MS  | P  |
| -- | ------------------ | -- | -- | - | -- | -- | -- | --- | -- |
| 1  | Sandvikens IF      | 18 | 13 | 2 | 3  | 51 | 13 | +38 | 28 |
| 2  | IK City            | 18 | 12 | 4 | 2  | 48 | 16 | +32 | 28 |
| 3  | Motala AIF         | 18 | 11 | 3 | 4  | 38 | 28 | +10 | 25 |
| 4  | Åtvidabergs FF (N) | 18 | 11 | 1 | 6  | 40 | 23 | +17 | 23 |
| 5  | BK Derby (U)       | 18 | 7  | 4 | 7  | 25 | 28 | −3  | 18 |
| 6  | Hammarby IF        | 18 | 7  | 3 | 8  | 25 | 23 | +2  | 17 |
| 7  | Västerås SK (U)    | 18 | 5  | 3 | 10 | 23 | 41 | −18 | 13 |
| 8  | IK Brage           | 18 | 5  | 3 | 10 | 25 | 47 | −22 | 13 |
| 9  | Karlstads BIK      | 18 | 2  | 4 | 12 | 19 | 42 | −23 | 8  |
| 10 | IF Viken           | 18 | 3  | 1 | 14 | 20 | 53 | −33 | 7  |

Sandvikens IF gick upp till Allsvenskan och Karlstads BIK och IF Viken flyttades ner till division III.

### Sydvästra
| Nr | Lag                | S  | V  | O | F  | GM | IM | MS  | P  |
| -- | ------------------ | -- | -- | - | -- | -- | -- | --- | -- |
| 1  | Kalmar FF          | 18 | 11 | 2 | 5  | 31 | 24 | +7  | 24 |
| 2  | Höganäs BK         | 18 | 8  | 5 | 5  | 33 | 22 | +11 | 21 |
| 3  | Norrby IF          | 18 | 6  | 8 | 4  | 31 | 20 | +11 | 20 |
| 4  | Halmstads BK       | 18 | 8  | 4 | 6  | 35 | 27 | +8  | 20 |
| 5  | Örgryte IS (U)     | 18 | 8  | 4 | 6  | 37 | 33 | +4  | 20 |
| 6  | Råå IF (N)         | 18 | 8  | 4 | 6  | 26 | 26 | 0   | 20 |
| 7  | BK Häcken          | 18 | 8  | 4 | 6  | 35 | 36 | −1  | 20 |
| 8  | IFK Trelleborg (U) | 18 | 6  | 3 | 9  | 24 | 32 | −8  | 15 |
| 9  | Lunds BK           | 18 | 6  | 2 | 10 | 25 | 31 | −6  | 14 |
| 10 | IS Halmia          | 18 | 1  | 4 | 13 | 20 | 46 | −26 | 6  |

Kalmar FF gick upp till Allsvenskan och Lunds BK och IS Halmia flyttades ner till division III.